# Aguiar da Beira
Aguiar da Beira là một huyện thuộc tỉnh Guarda, Bồ Đào Nha. Huyện này có diện tích 207 km², dân số thời điểm năm 2001 là 6247 người.